# أناركية أنانية

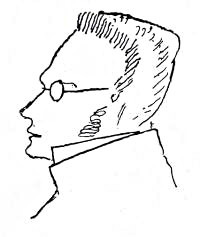
ماكس شتيرنر.

الأناركية الأنانية أو الأنانية الأناركية، تختصر أحيانًا بالأنانية، هي مدرسة من مدارس الفكر الأناركي التي نشأت من فلسفة ماكس شتيرنر، فيلسوف وجودي في القرن التاسع عشر «يظهر اسمه بانتظام مألوف في الاستطلاعات ذات التوجه التاريخي للفكر الأناركي كواحد من أقدم وأشهر مناصري الأناركية الفردية».

## ماكس شتيرنر وفلسفته

### ماكس شتيرنر
كان جوهان كاسبار شميدت (25 أكتوبر 1806 – 26 يونيو 1856)، المعروف باسم ماكس شتيرنر (الاسم القلمي الذي تبناه من لقب اكتسبه في المدرسة كطفل بسبب جبينه العالي، الذي يطلق عليه باللغة الألمانية شتيرن stirn) فيلسوفًا ألمانيًا يصنف كواحد من الرواد الأدبيين للعدمية والوجودية وما بعد الحداثة والأناركية، وعلى وجه الخصوص الأناركية الفردية. عمل شتيرنر الرئيسي الأنا وذاتها (بالألمانية دير آينزيغي أوند ساين آيغينتوم der einzige und sein Eigentum، الذي يترجم حرفيًا إلى الوحيد وملكيته). نُشر هذا العمل لأول مرة في عام 1844 في لايبزغ وظهر منذ ذلك الحين في طبعات وترجمات عديدة.

### فلسفة شتيرنر الأنانية
عادة ما تسمى فلسفة شتيرنر ب«الأنانية». يقول أن الأناني يرفض الانسياق وراء تكريس نفسه «لفكرة عظيمة أو قضية محقة أو مذهب أو نظام أو دعوة نبيلة»، قائلًا أنه ليس لدى الأناني دعوة سياسية، بل «يعيش» دون اعتبار ل«حسن أو سوء ما قد يحدث للبشرية جراء ذلك». رأى شتيرنر أن القيد الوحيد على حقوق الفرد هو قدرة الفرد على الحصول على ما يريد. ويقترح أن معظم المؤسسات الاجتماعية المقبولة عمومًا – بما في ذلك مفهوم الدولة والملكية كحق والحقوق الطبيعية بشكل عام ومفهوم المجتمع ذاته – كانت مجرد «أشباح» في العقل. أراد شتيرنر «لا أن يلغي الدولة فحسب بل أيضًا المجتمع كمؤسسة مسؤولة عن أعضائه».
طُرحت فكرة ماكس شتيرنر اتحاد الأنانيين (بالألمانية: فيراين فون إيغويستين Verein von egoisten) في عمله الأنا وذاته. يُفهم الاتحاد على أنه ارتباط غير منهجي اقترحه شتيرنر كنقيض للدولة. ويفهم على أنه علاقة بين الأنانيين تتجدد باستمرار عبر تأييد جميع الأطراف من خلال فعل الإرادة. يتطلب الاتحاد أن تشارك جميع الأطراف استنادًا إلى أنانية واعية. إذا وجد أحد الأطراف نفسه يعاني بصمت، ولكنه احتمل ذلك واستمر بالتظاهر، فإن الاتحاد قد تدهور إلى شيء آخر. لا يُنظر إلى هذا الاتحاد على أنه سلطة فوق إرادة الشخص. تلقت هذه الفكرة تفسيرات في السياسة والاقتصاد والرومانسية والجنس.
ادعى شتيرنر أن الملكية تأتي من خلال القوة: «أنا لا أتراجع بخجل عن ملكيتك، بل أنظر إليها دومًا على أنها ملكيتي، التي لا أحترم فيها شيئًا. وأصلي أن تفعلوا الأمر نفسه مع ما تسمونه ملكيتي! ]...[ ما لدي في قوتي، هو لي. ما دمت أؤكد نفسي كمالك، فأنا مالك الشيء. ]...[ من يعرف كيف يأخذ الشيء وكيف يدافع عنه، فملكيته تعود إليه». لا يرفض مفهومه عن «الملكية الأنانية» القيود الأخلاقية في الحصول على الأشياء واستخدامها فحسب، بل يشمل أيضًا أشخاصًا آخرين.
على الرغم من أن فلسفة شتيرنر فردانية، فإنها قد أثرت على بعض الشيوعيين التحرريين والشيوعيين الأناركيين. يناقش شتيرنر ويتحدث عن «الأنانية الشيوعية» التي يقال إنها «توليفة بين الفردانية والجماعية» ويقول إن «الطمع بمعناه الأكمل هو الأساس الممكن الوحيد للمجتمع الشيوعي» «لأن أنفسنا مجلس للإدارة الذاتية المعممة». تأثرت أنماط الشيوعية التحررية كالأناركية التمردية بشتيرنر. وتأثرت الشيوعية الأناركية إيما غولدمان بكل من شتيرنر وبيتر كروبوتكين ودمجت فلسفتيهما معًا في فلسفتها.

## النفوذ والتوسع

### التطور الباكر
أوروبا
اكتشف الكاتب الألماني البولندي المولد جون هنري مكاي شتيرنر فيما هو يقرأ نسخة من عمل فريدريك ألبيرت لانغ تاريخ المادية ونقد أهميتها الراهنة.